# دهستان فدشکویه
دهستان فدشکوئیه نام دهستانی در بخش شیبکوه شهرستان فسا، استان فارس در ایران است. براساس سرشماری مرکز آمار ایران در سال ۱۳۸۵، جمعیت آن ۷۴۸۶ نفر (۱۷۷۸ خانوار) بوده‌است.